# Cratere Feuillée
Feuillée è un cratere lunare intitolato all'esploratore e astronomo francese Louis Feuillée. È situato nella parte orientale del Mare Imbrium, a meno di cinque chilometri a nordest del cratere Beer. A ovest si trova il piccolo cratere Timocharis.
Come il cratere Beer, Feuillée è una formazione circolare e quasi semisferica, con una piccola superficie interna nel mezzo delle pareti interne che la circondano. Il cratere non è molto eroso, e non presenta alcuna struttura particolare. Si trova proprio nel mezzo di un dorsum sulla superficie del mare lunare, una formazione che è osservabile in condizioni di luce obliqua, quando il cratere è vicino al terminatore.